# Hundtjärnen (Hällesjö socken, Jämtland)
Hundtjärnen är en sjö i Bräcke kommun i Jämtland och ingår i Ljungans huvudavrinningsområde.